# فرودگاه ژی‌جیانگ
فرودگاه ژی‌جیانگ (به انگلیسی: Zhijiang Airport) یک فرودگاه همگانی با کد یاتا HJJ است . این فرودگاه در شهر هوای هوا کشور چین قرار دارد .

## شرکت‌های هواپیمایی و مقصدهای پروازی
| شرکت‌های هواپیمایی   | مقصدهای پروازی                     |
| ------------------- | ---------------------------------- |
| هواپیمایی جنوبی چین | فصلی: بیهای فوچنگ، پکن             |
| اسپرینگ ایرلاینز    | کونمینگ چانگشوی، شانگهای هونگچیائو |
| تیانجین ایرلاینز    | هایکو میلان، شی‌آن شیان‌یانگ         |